# Roberto Colautti
Roberto Damian Colautti (ur. 24 maja 1982 w Córdobie) – argentyński piłkarz, grający na pozycji napastnika.

## Kariera klubowa

### 2000–2002: Boca Juniors
Colautti urodził się w Córdobie. Gdy był dzieckiem, jego rodzice przeprowadzili się do stolicy kraju, Buenos Aires i tam też zaczął swoją piłkarską karierę w szkółce klubu Boca Juniors. Mając 18 lat został włączony do kadry pierwszej drużyny i w 2001 roku zadebiutował w Primera División. Jednak w Boca Juniors zagrał trzykrotnie w całym sezonie, a jego zespół zajął 3. miejsce w turnieju Clausura. W sezonie 2001/2002, również rozegrał 3 mecze w fazie Apertura, a wiosną Roberto przeszedł do AC Lugano.

### 2002–2003: AC Lugano i Banfield
W Swiss Super League rozegrał 9 spotkań ligowych i nie zdobył żadnego gola, a jego zespół został wicemistrzem kraju. Po występie w Szwajcarii Roberto wrócił do Buenos Aires do klubu Banfield. 20 października w meczu z River Plate zdobył 2 bramki, a jego zespół niespodziewanie pokonał „Milionerów” 5:0 (mecz został przerwany w 66. minucie z powodu awantur na trybunach). W całym sezonie zdobył 10 bramek w 32 meczach, a zespół Banfield zajął odpowiednio 12. i 13. miejsce w fazach Apertura i Clausura.

### 2003–2004: Powrót do Boca Juniors
Po meczu z River Plate, Colautti otrzymał wiele ofert z innych klubów – ostatecznie zaakceptował propozycję Boca Juniors. Podczas drugiego pobytu w karierze w Boca Roberto rozegrał w ciągu roku 11 meczów i zdobył 1 bramkę (w wygranym 2:1 wyjazdowym meczu z Arsenalem Sarandi Buenos Aires). Zespół Boca Juniors z Colauttim w składzie wygrało fazę Apertura, a na koniec sezonu zostali mistrzem Argentyny (wicemistrzostwo przypadło klubowi River Plate).

### 2004–2007: Maccabi Hajfa
Po zdobyciu mistrzostwa, latem 2004 Colautti wyjechał do Izraela by podpisać kontrakt z tamtejszym klubem Maccabi Hajfa. Już w pierwszym sezonie zdobył 19 goli, zostając królem strzelców Ligat ha’Al będąc jednocześnie pierwszym Argentyńczykiem, który tego dokonał. Został ulubieńcem tamtejszych kibiców i przyczynił się do wywalczenia mistrzostwa kraju przez klub z Hajfy. Colautti uzyskał ten tytuł także w sezonie 2005/2006, zdobywając 13 bramek. W sezonie 2006/2007 strzelił ich 7, a jego zespół zajął 5. miejsce w lidze.

### 2007–2010: Borussia Mönchengladbach
1 sierpnia 2007 za 1,6 miliona euro Colautti przeszedł do niemieckiej Borussii Mönchengladbach, spadkowicza z Bundesligi, gdzie spędził trzy lata. Przez większość sezonu zmagał się z kontuzjami, zdobył jednak 3 gole w 10 występach. Mönchengladbach zakończyła rozgrywki na pierwszym miejscu
w 2. Bundesliga, uzyskując awans do Bundesligi w sezonie 2008–09.
Podczas drugiego sezonu w Borussii Mönchengladbach Colautti również zmagał się z kontuzjami – piłkarz rozegrał jedynie 24 spotkania spośród 34. 10 maja 2009 w meczu przeciwko FC Schalke 04 w 31 kolejce Colautti zdobył ważnego gola w 90 minucie, przez co jego zespół wygrał 1–0. Była to jedyna bramka, zdobyta przez piłakrza w tamtym sezonie; ponadto, w meczu przeciw VfB Fichte Bielefeld w rozgrywkach DFB Pokal zdobył 2 bramki, a jego klub wygrał spotkanie 8–1. Bramka zdobyta w meczu z Schalke sprawiła, iż Borussia Mönchengladbach utrzymała się w Bundeslidze na 15. miejscu bez konieczności gry w barażach; 16-ty zespół, Energie Cottbus (który musiał rozgrywać baraż o utrzymanie) miał tylko 1 punkt mniej niż klub Colautti’ego, natomiast siedemnasty zespół tabeli – Karlsruher SC – miał tylko 2 punkty straty do Borussii Mönchengladbach.

### 2010–2014: Maccabi Tel Awiw i grecka liga
W 2010 roku Colautti wrócił do Izraela i grał w klubie Maccabi Tel Awiw. W sezonie 2012/2013 wywalczył z nim mistrzostwo Izraela. Latem 2013 przeszedł do Anorthosisu Famagusta. W 2014 został zawodnikiem AEK Larnaka.

## Statystyki klubowe
| Sezon   | Klub                     | Kraj       | Rozgrywki                 | Mecze | Bramki |
| ------- | ------------------------ | ---------- | ------------------------- | ----- | ------ |
| 2000/01 | Boca Juniors             | Argentyna  | Primera División          | 3     | 0      |
| 2001/02 | Boca Juniors             | Argentyna  | Primera División          | 3     | 0      |
| 2001/02 | AC Lugano                | Szwajcaria | Swiss Super League        | 9     | 0      |
| 2002/03 | Banfield                 | Argentyna  | Primera División          | 32    | 10     |
| 2003/04 | Boca Juniors             | Argentyna  | Primera División          | 11    | 1      |
| 2004/05 | Maccabi Hajfa            | Izrael     | Ligat ha’Al               | 30    | 19     |
| 2005/06 | Maccabi Hajfa            | Izrael     | Ligat ha’Al               | 28    | 13     |
| 2006/07 | Maccabi Hajfa            | Izrael     | Ligat ha’Al               | 32    | 7      |
| 2007/08 | Borussia Mönchengladbach | Niemcy     | 2. Bundesliga             | 10    | 3      |
| 2008/09 | Borussia Mönchengladbach | Niemcy     | Bundesliga                | 24    | 1      |
| 2009/10 | Borussia Mönchengladbach | Niemcy     | Bundesliga                | 23    | 5      |
| 2010/11 | Maccabi Tel Awiw         | Izrael     | Ligat ha’Al               | 29    | 9      |
| 2011/12 | Maccabi Tel Awiw         | Izrael     | Ligat ha’Al               | 27    | 8      |
| 2012/13 | Maccabi Tel Awiw         | Izrael     | Ligat ha’Al               | 19    | 2      |
| 2013/14 | Anorthosis Famagusta     | Cypr       | Protathlima A’ Kategorias | 32    | 15     |
| 2014/15 | AEK Larnaka              | Cypr       | Protathlima A’ Kategorias | 23    | 8      |

## Kariera reprezentacyjna
W marcu 2006 Roberto poślubił swoją dziewczynę z Izraela, dzięki czemu szybko mógł ubiegać się o paszport tego kraju. Dokument ten otrzymał kilka miesięcy później. We wrześniu 2006 selekcjoner reprezentacji Izraela Dror Kasztan postanowił powołać Colauttiego na wyjazdowe spotkanie eliminacyjne do Euro 2008 z Estonią. Dopiero 2 dni przed meczem otrzymał oficjalne pismo UEFA zezwalające na jego występ w tym meczu. Roberto zagrał od początku meczu i strzelił bramkę w 8. minucie spotkania, a jego drużyna wygrała 1:0. Colautti tym występem uzyskał pewne miejsce w składzie narodowej kadry Izraela. Kolejne bramki zdobył w swoim trzecim występie w kadrze w meczu eliminacyjnym z reprezentacją Chorwacji. 15 listopada na boisku w Tel Awiwie Chorwacja wygrała z Izraelem 4:3, a Colautti strzelił w tym meczu 2 bramki.

## Sukcesy
- Mistrzostwo Argentyny: 2004 z Boca Juniors
- Mistrzostwo Izraela: 2005, 2006 z Maccabi Hajfa, 2013 z Maccabi Tel Awiw
- Król strzelców Ligat ha’Al: 2005